# 秋田市議会
秋田市議会（あきたしぎかい）は、秋田県の県庁所在地・中核市である秋田市の議会である。

## 概要

### 任期
4年

### 定数
36人

### 所在地
秋田県秋田市山王一丁目1番1号秋田市役所5階

### 常任委員会
- 予算決算委員会
- 総務委員会
- 厚生委員会
- 教育産業委員会
- 建設委員会

### 定例会
- 2月（予算議会）
- 6月
- 9月
- 11月

### 事務局[1]
- 議会事務局
  - 総務課
  - 議事課

## 会派
| 会派名                     | 議員数 | 所属党派              | 議員名（◎は代表者）                                                            | 女性議員数 | 女性議員の比率(%) |
| -------------------------- | ------ | --------------------- | ------------------------------------------------------------------------------ | ---------- | ----------------- |
| 秋水会                     | 8      | 自由民主党1 無所属7   | ◎小木田喜美雄 伊藤一榮 細川信二 荻原貴幸 渡辺正宏 佐藤宏悦 見上万里子 川口雅丈 | 1          | 12.5              |
| フロンティア秋田           | 8      | 立憲民主党3 無所属5   | ◎小林一夫 倉田芳浩 工藤新一 佐藤哲治 藤田信 藤枝隆博 後藤良 船木純             | 0          | 0                 |
| 自民党                     | 8      | 自由民主党            | ◎小野寺誠 菅原琢哉 伊藤巧一 安井正浩 熊谷重隆 工藤知彦 工藤潤平 飯牟礼克年     | 0          | 0                 |
| 公明党秋田市議会           | 4      | 公明党                | ◎武田正子 石塚秀博 牧野守 佐藤佳人                                             | 1          | 25                |
| そうせいと維新             | 4      | 日本維新の会1 無所属3 | ◎菊地格夫 若松尚利 藤井翼 小松健                                               | 0          | 0                 |
| 日本共産党秋田市議会議員団 | 2      | 日本共産党            | ◎佐藤純子 奈良順子                                                             | 2          | 100               |
| 市民クラブ                 | 2      | 無所属                | ◎花田清美 安井誠悦                                                             | 0          | 0                 |
| 計                         | 36     |                       |                                                                                | 4          | 11.11             |

## 議員報酬等
| 役職   | 議員報酬        | 政務活動費  |
| ------ | --------------- | ----------- |
| 議長   | 月額 70万4000円 | 月額 10万円 |
| 副議長 | 月額 65万5000円 | 月額 10万円 |
| 議員   | 月額 62万5000円 | 月額 10万円 |

- 別途、年2回期末手当あり
- 政務活動費の残金は市に返還する義務がある
- 議員年金は2011年（平成23年）6月1日で廃止されている

## 定数の推移
1963年（昭和38年）・1991年（平成3年）の選挙は「秋田市議会議員の定数を減少する条例」、2003年（平成15年）以降は「秋田市議会議員の定数を定める条例」によって定数が決められている。
- 1963年（昭和38年）4月30日選挙 - 法定数44人→条例42人
- 1991年（平成3年）4月21日選挙 - 法定数48人→条例44人
- 2003年（平成15年）4月27日選挙 - 条例制定数42人
- 2005年（平成17年）2月6日旧河辺町・雄和町増員選挙 - 3選挙区・48人
- 2007年（平成19年）4月22日選挙 - 1選挙区48人→42人
- 2011年（平成23年）4月24日選挙 - 42人→39人
- 2019年（平成31年）4月21日選挙 - 39人→36人

## 秋田市議会出身者
- 石山権作（元衆議院議員）
- 内藤良平（元衆議院議員）
- まるさん（菅原博文・元秋田県議会議員）
- 湊鶴吉（第7代秋田市長）
- 鈴木安孝（第8代秋田市長・元衆議院議員・元参議院議員）
- 穂積志（第18代秋田市長・現職）
- 安藤和風
- 辻兵太郎
- 辻兵吉 (3代目)